# Maggie Moore

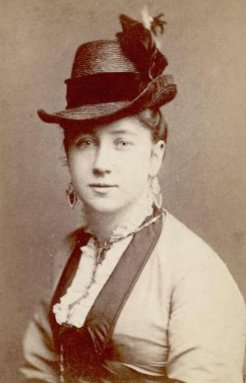
Maggie Moore in den 1870ern

Maggie Moore (Margaret Virginia Sullivan; * 10. April 1851 in San Francisco; † 16. März 1926 ebenda) war eine US-amerikanisch-australische Schauspielerin.

## Leben
Moore war eine in San Francisco bereits erfolgreiche Schauspielerin, als sie 1871 den australischen Schauspieler und Impresario James Cassius Williamson kennenlernte. Sie heiratete diesen 1873 und brach im gleichen Jahr mit diesem, ihrem Bruder Jim Moore und der Schauspieltruppe von George Coppin auf eine Reise nach Australien. Nach Auftritten auf Hawaii und Fidschi kamen sie in Melbourne an und spielten in der Saison am Theatre Royal, wo sie allein das Stück Struck Oil fünfundsiebzig Mal aufführten.
Mit Struck Oil hatten sie Erfolge in  Ballarat, Geelong, Castlemaine und Sandhurst, in der Saison 1875 am Queen's Theatre in Sydney und in Adelaide. Nach Abschluss der Saison spielten sie das Stück in Indien, Ägypten, Italien, Frankreich und Deutschland. In London eröffneten sie mit diesem Stück am Ostermontag 1876 am Adelphi Theatre. Außerdem hatten sie Dionysius George Boucicaults Stück Arrah na Pogue im Repertoire, in dem Moore die Titelrolle spielte.
Nach zwei Jahren in den USA kehrten Moore und Williamson 1879 mit den exklusiven Aufführungsrechten für die komischen Opern von Gilbert und Sullivan für Australien nach Melbourne zurück. Nach Little Buttercup und Josephine H.M.S. Pinafore spielte Moore Ruth und gelegentlich Mabel in The Pirates of Penzance, Lady Jane in Patience, Katisha in The Mikado, Fairy Queen in Iolanthe, die Duchess of Plaza Toro in The Gondoliers, die Bettina in La Mascotte (mit Nellie Steward als Fiametta) und 1890 die Titelrolle in Meg, the Castaway.
1891 unternahm Moore eine Tournee mit ihrem Mann durch Indien, danach kam es zu Differenzen zwischen beiden. Moore gründete 1894 eine eigene Schauspieltruppe und ließ sich 1899 von Williamson scheiden. 1902 heiratete sie in New York Harry R. Roberts. Zwischen 1903 und 1908 tourte sie durch Nordamerika und England, danach kehrte sie nach Australien zurück und arbeitete bis 1912 für die J. C. Williamson Ltd. 1915 trat sie mit der Royal Comic Opera Company als Mrs Pitt in After the Girl auf und tourte mit dem Stück durch Australien. 1918 spielte sie die Mrs. Karl Pfeiffer in Friendly Enemies. In der Verfilmung von Struck Oil durch Pugliese Enterprises spielte sie die Lizzie Stofel.
1920 stand sie erfolgreich mit ihrem Mann Roberts in Gregan McMahons Produktion von Charles Kenyons Kindling auf der Bühne des King's Theatre in Melbourne. 1924 beging sie am Her Majesty's Theatre den fünfzigsten Jahrestag ihres ersten Auftrittes in Australien. Im Folgejahr setzte sie sich in Kalifornien zur Ruhe und lebte dort bei ihrer Schwester. Am 16. März 1926 wurde sie in San Francisco von einer Straßenbahn überfahren und starb an den Folgen des Unfalls.

## Quelle
- Australian Dictionary of Biography - Maggie Moore

| Personendaten    | Personendaten                               |
| ---------------- | ------------------------------------------- |
| NAME             | Moore, Maggie                               |
| ALTERNATIVNAMEN  | Sullivan, Margaret Virginia                 |
| KURZBESCHREIBUNG | US-amerikanisch-australische Schauspielerin |
| GEBURTSDATUM     | 10. April 1851                              |
| GEBURTSORT       | San Francisco                               |
| STERBEDATUM      | 16. März 1926                               |
| STERBEORT        | San Francisco                               |